# Станковце (Глоговац)
Станковце (алб. Stankoc, Sankofci) је насеље у општини Глоговац, Косово и Метохија, Република Србија. Према попису становништва из 2011. године, село је имало 1.437 становника, већину становништва чинили су Албанци. Историјски и географски село Станковце припада Дреници. Село је након 1999. године позната и као Фљамурас (алб. Flamuras).

## Географија
Станковце припада џематском типу села, чији су џемати разређени један од другог, са примесом разбијености. У старини село се налазило на брежуљкастом земљишту, нешто више од данашњег положаја, поред сеоске чесме. Због подводног земљишта, село се преселилио на брдашце Дреничке површи. Родовска гумна се налазе до окућнице, а местимично и у окућницама. Поред неколико чесама село Станковац има и знатан број родовских бунара, који се налазе у окућницама родовским. Станковац има своју сеоску шуму, на коју имају подједнака права сви сељани овога села. Њиве и ливаде и остали локалитети у сели Станковцу имају ове називе: Zallina, Raldnik, Langjeve, Laze tё plepave, Gllavica, Rtina, Kroni mahalles, Bregui kishёs, Kulla, Krye vogёl, Krue madh, Krue blin, Gollesh, Ara te bregu kisha, Krajishta, Bregi paskashёt, Kroni pashkashёt. 

## Историја
До села се налази старовремско гробље звано Воре те крушћеве (алб. Vorre tё krushqeve). О том гробљу код Албанаца овога села постоји следећа традиција. У старо време срели су се сватови две свадбе, на сеоском путу, па су се међусобно оружјем потукли и у крвавој борби спи су изгинули, и ту су сахрањени. У народу се верује, даје у старини био обичај, да се сватови увек потуку, ако се сретну на путу. У Станковцу се налази старовремска чесма, звана Kroni mretit. О тој чесми постоји код Албанаца следећа легенда: У cтapo доба, нигде у близини овоrа села није било воде. Кад је био Косовски бој 1389. године, наиђе туда турски султан Мурат, па како му је војска много била жедна, извади сабљу, замахне њоме и удари по једном камену из којег је одмах потекла вода. Тако је постала чесма Kroni mretil.
Село Стаиковце има неколико гробља. Тако, махала Ђурашин има гробље у селу Коратици, са којим се граничи. Главно сеоско гробље налази се покрај села. Уз то 1 махала има посебно своје гробље у своме махалском атару. Срби колонисти у 1935. години нису имали још своје сеоско гробље.

## Порекло становништва по родовима
Подаци порекла становништва по родовима из 1936. године:
Албански родови:
- Јусуфи, од фиса Шаља, 11 кућа. Пореклом су из Шаље у Албанији, одакле се доселила 1 кућа, 1685. године. Сматрају се међу најстарије родове овога села.
- Ајази, од фиса Шаља, 1 кућа. Овај род припада групи старијих родова овога села. Порекло воде из Албаније из предела од Шаља, одакле се доселила 1 кућа 1615. године, насилно се усељавајући. Касније су купили земљу од некога Хаџи Ајдар—Гега из Ђаковице, феудалног господара овога села. Од овога рода 1 кућа је одсељена 1929. године у Ђаковицу.
- Рама, од фиса Шаља, 11 кућа. Пореклом су из предела Шаљ, у Албанији, одакле се доселила 1 кућа 1715. године.
- Пирак, од фиса Шаља, 4 куће. Досељени су из Пире, у Албанији, 1805. године, а доселила се 1 кућа. Од овога рода 1 кућа се одселила у Албанију 1928. године. По традицији род се населио на „батал’’, имање.
- Вујаново, од фиса Краснић, 3 куће, мухаџири. Пореклом су из Вујанова—Пуста Река, одакле се 1 кућа доселила 1879. године.
- Вишесел, фис Краснић, 2 куће, мухаџири. Пореклом су из села Доманека у Дреници, одакле су се 1735. године преселили у Топлицу. Из Топлице су 1879. године, прешли у Кишну Реку, а одатле у Станковац 1915. године, којом приликом је досељена 1 кућа.
- Ђош, од фиса Шаља, 4 куће. Старином су из Ораховца, одакле су досељени 1835. године, а доселила се 1 кућа. Од овога рода 1 кућа остала у Ораховац, а 1 кућа се одселила у Ђаковицу.
- Нишор, од фиса Битићи, 1 кућа. Овај се род доселио у Станковац 1930. године из дреничког села Доње Фуштице, и често се сељакало кроз дреничка села, занимајући се земљорадњом на чифлачким имањима.
- Лаута, од фиса Кељменди, 1 кућа. Овај је род досељен 1835. године из дреничког села Корачице, одакле их је село протерало.
- Дошљак, од фиса Шаља, 1 кућа. Овај рода се доселио у Станковац 1860. године из косовског села Слатине.
- Коњуша, од фиса Соп, 1 кућа, мухаџири. Старином су из Албаније, а досељени су из Коњуше у Топлици прво на Косово, а са Косова као домазет њихов предак је дошао у Станковац.
- Брестовце, од фиса Краснић, 2 куће, мухаџири. Досељена је 1 кућа 1879. године из Брестовца, код Лесковца.

Цигани (Мађупи):
- Савров, од фис Шаља, 1 кућа. Досељени су 1855. године из Саврова, код Призрена.
- Маковић, фис Краснић, 1 кућа. Досељени су 1925. године из Батуса на Косову.

Срби (колонисти):
- Бодић, 1 кућа, славе Св. Јована Крститеља, а прислужују Св. Јована Летњег. Досељени су из Новог Аџибеговца - Смедерево после Првог светског рата као колонисти. Старином су из предела Бинач Мораве код Гњилана.
- Игњатовић, 1 кућа, славе Св. Димитрија. Као колонисти су досељени 1928. године из Селевца, Смедеревске паланке. Старином су са Косова.
- Куглер, 1 кућа, славе Св. Стевана, прислужују Св. Стевана Летњег. Пореклом су из Панчева, одакле се домаћин доселио 1934. године и у то доба прешао у православље из католицизма, а славе је примио од жениног рода.
- Петковић, 1 кућа, славе Св. Димитрија. Досељени су из Селевца, код Смедерева, 1928. године. Старином су са Косова.

## Становништво
Према статистичким подацима из 1914. године Станковац са засеоком Јуришинце, имао је 307 становника. Према попису становништва из 1921. године, Станковац је имао 275 становника са 40 домова. Према историчару Вукановићу који је вршио ономастички попис у Дреници 1935. године у Станковцу је било следеће популационо стање: албанских родова је било: 12, са 48 кућа. Цигана Мађупа је било: 2 рода, са 2 куће. Срба колониста је било: 4 рода, са 4 куће. Према попису становништва из 1948. године Станковац је имао 538 становника, од тога 280 мушких и 258 женских, са 21 кућом.
| Година       | 1914 | 1921 | 1948 | 1953 | 1961 | 1971 | 1981  | 1991  | 2011  |
| ------------ | ---- | ---- | ---- | ---- | ---- | ---- | ----- | ----- | ----- |
| Становништво | 307  | 275  | 538  | 584  | 672  | 907  | 1.117 | 1.338 | 1.437 |

|  |

## Етнички састав
| Етнички састав према попису из 1961.‍ | Етнички састав према попису из 1961.‍ | Етнички састав према попису из 1961.‍ | Етнички састав према попису из 1961.‍ | Етнички састав према попису из 1961.‍ |
| ------------------------------------ | ------------------------------------ | ------------------------------------ | ------------------------------------ | ------------------------------------ |
|                                      |                                      |                                      |                                      |                                      |
| Албанци                              | Албанци                              |                                      | 670                                  | 99,70%                               |
| Македонци                            | Македонци                            |                                      | 2                                    | 0,30%                                |
| Укупно: 672                          |                                      |                                      |                                      |                                      |

| Етнички састав према попису из 2011.‍ | Етнички састав према попису из 2011.‍ | Етнички састав према попису из 2011.‍ | Етнички састав према попису из 2011.‍ | Етнички састав према попису из 2011.‍ |
| ------------------------------------ | ------------------------------------ | ------------------------------------ | ------------------------------------ | ------------------------------------ |
|                                      |                                      |                                      |                                      |                                      |
| Албанци                              | Албанци                              |                                      | 1.437                                | 100%                                 |
| Укупно: 1.437                        |                                      |                                      |                                      |                                      |